# 1605
1605 (MDCV) byl rok, který dle gregoriánského kalendáře započal sobotou.

## Události

### Leden – Březen
- 1. leden – Sen noci svatojánské, hra Williama Shakespeara, vydána v roce 1600, je poprvé hrána na pódiu jak živé představení.
- 7. leden – Shakespearova hra Jindřich V. je poprvé hrána jako živá hra, představení se účastní i král Jakub I.
- 15. leden – Shakespearova hra Marná lásky snaha je živě hrána v domě hraběte ze Southamptonu a je představena královně Anně.
- 16. leden – V Madridu vychází první část satirické komedie Důmyslný rytíř Don Quijote de la Mancha od Miguela de Cervantese. Téhož roku se dílo stává bestsellerem i mimo Španělsko.
- 3. únor – Zemětřesení o síle 7,9 magnitudy zasahuje jižní část japonského ostrova Honšú. Následuje vlna tsunami, která má na svědomí tisíce životů.
- 10. únor – Shakespearova hra Kupec benátský je poprvé uvedena v paláci Whitehall a představení sledoval král Jakub I. Na jeho přání byla hra znovu hrána o dva dny později.
- 21. únor – Štěpán Bočkaj je jmenován transylvánským knížetem v tehdejším hlavním městě Alba Iulia
- 25. únor – Holandský admirál Steven van der Hagen velí lodím plujících do Indie. Obsazuje poté území dnešní Indonésie.
- 3. březen – Papež Klement VII. umírá ve věku 69 let po třináctileté vládě Vatikánu.
- 11. březen – Je vydáno prohlášení, že všichni obyvatelé Irska jsou poddaní britské koruny a nikoli místního lorda.
- 14. březen – Jedenáct dní po smrti papeže Klementa se v Římě schází sněm katolických kněží. Jednat za zavřenými dveřmi o novém papeži budou následující měsíc.

### Duben – Červen
- 1. duben – Kardinál Alessandro Ottaviano de Medici je sněmem jmenován novým papežem. Úřadu se se jako 232. papež ujímá pod jménem Lev XI.
- 8. duben – Švédský král Karel IX. zakládá město Oulu.
- 13. dubna – Ruský car Boris Godunov umírá. Jeho nástupcem se stává Fjodor II.
- 16. duben
  - Iejasu Tokugawa abdikuje na post japonského vládce. V úřadu jej nahrazuje jeho syn Hidetada Tokugawa.
  - John Winthrop, budoucí guvernér kolonie v Massachusetts, si v Anglii bere svou první manželku Mary Forth.
- 27. duben – Papež Lev XI. umírá na chřipku ve věku 69 let, po vládě trvající pouhých 26 dnů. Rada katolických kněží se tak v tomto roce schází podruhé.
- 16. květen – Římský kardinál Camillo Borghese je zvolen 233. papežem jako Pavel V. Následujících 373 let (do roku 1978) se nestalo, aby se v jednom roce vystřídali tři papežové ve funkci.
- 1. červen – Ruské jednotky v Moskvě uvězňují cara Fjodora II. a jeho matku, oba je následně popraví.
- 20. červen – Lžidimitrij I. a jeho podporovatelé se vydávají z Polsko-litevské unie směrem k Moskvě.

### Červenec – Září
- 4. červenec – Provolání přikazuje všem kněžím římskokatolického semináře a jezuitům opustit Irsko do 10. prosince a nařizuje laikům navštěvovat bohoslužby v Irské církvi.
- 13. červenec – Zemětřesení o síle 7,5 magnitudy zasahuje čínskou provincii Chaj-nan, které způsobilo rozsáhlé škody a usmrtilo tisíce lidí.
- 21. červenec – Lžidimitrij se prohlašuje za syna cara Ivana Hrozného a je oficiálně korunován ruským carem.
- 14. srpen – Španělé útočí na pevnost v Hammámetu osmanském Tunisku. Útok končí pro Španěly katastrofou. Přestože se španělským jednotkám podařilo překonat hradby a otevřít brány, náhle dostanou rozkaz ustoupit a jsou zmasakrováni, zatímco čekají na pobřeží na návrat lodí, které je přivezly.
- 19. srpen – Osmdesátiletá válka: Obléhání nizozemského města Lingen 13 000 španělskými vojáky a 3 000 jezdci končí kapitulací kapitána Maertena Cobbena po devíti dnech obrany. I když představitel Nizozemské republiky Mořic Oranžský, prohlásil, že Lingen musí být za každou cenu držen, nizozemské jednotky Cobbenovi nepřišly na pomoc a Ambrosio Spinola ze Španělska pokojně převzal kontrolu nad městem.
- 27. září – Bitva u Kircholmu: Švédská armáda je poražena Polsko-litevskou unií

### Říjen – Prosinec
- 27. říjen – Třetí mughalský císař Akbar Veliký umírá na úplavici ve městě Fatehpur Síkrí.
- 28. říjen – Osmdesátiletá válka: Španělská armáda pod vedením Ambrosia Spinoly obléhá město Wachtendonk. Obléhání potrvá dvacet dní.
- 3. listopad – Novým císařem Mughalské říše se stává Džahangír. Vládnout bude 22 let.
- 5. listopad – Spiknutí střelného prachu: Plán na bombardování anglického Westminsterského paláce během otevření parlamentu, je zmařen poté, co dostal upozornění sir Thomas Knyvet, a najde katolického spiklence Guye Fawkese ve sklepě pod budovou parlamentu. Knyvet nařídí prohledání oblasti a je nalezeno 36 sudů střelného prachu. Fawkes je zatčen za pokus o atentát na krále Jakuba I. a členy, kteří měli příští den společně zasednout v parlamentu.
- 6. listopad – Perský vládce Abbás I. Veliký vede perská vojska k vítězství nad větší silou vojsk Osmanské říše v bitvě u Súfijánu a zabírá Tabríz.
- 11. prosinec – Polský král Zikmund III. Vasa se žení se svou původní švagrovou Konstance Habsburskou, dcerou rakouského arcivévody Karla II. Štýrského. Stalo se tak poté, co císař Rudolf II. odmítl svolit sňatek s Annou Tyrolskou. Ovdovělý Zikmund měl původně za manželku Konstancinu sestru Annu Habsburskou.
- 21. prosinec – Portugalský mořeplavec Pedro Fernandes de Queirós v reakci na španělské dobývání Nového světa vyplouvá se 160 muži na průzkum Pacifiku.

### Probíhající události
- 1568–1648 – Nizozemská revoluce
- 1568–1648 – Osmdesátiletá válka
- 1593–1606 – Dlouhá turecká válka
- 1593–1617 – Moldavské magnátské války
- 1600–1611 – Polsko-švédská válka
- 1605–1618 – Rusko-polská válka
- 1604–1606 – Povstání Štěpána Bočkaje

## Narození
Česko
- Maxmilián Rudolf Schleinitz, první litoměřický biskup († 13. října 1675)
- Jan z Rottalu, moravský šlechtic rakouského původu († 4. prosince 1674)

Svět

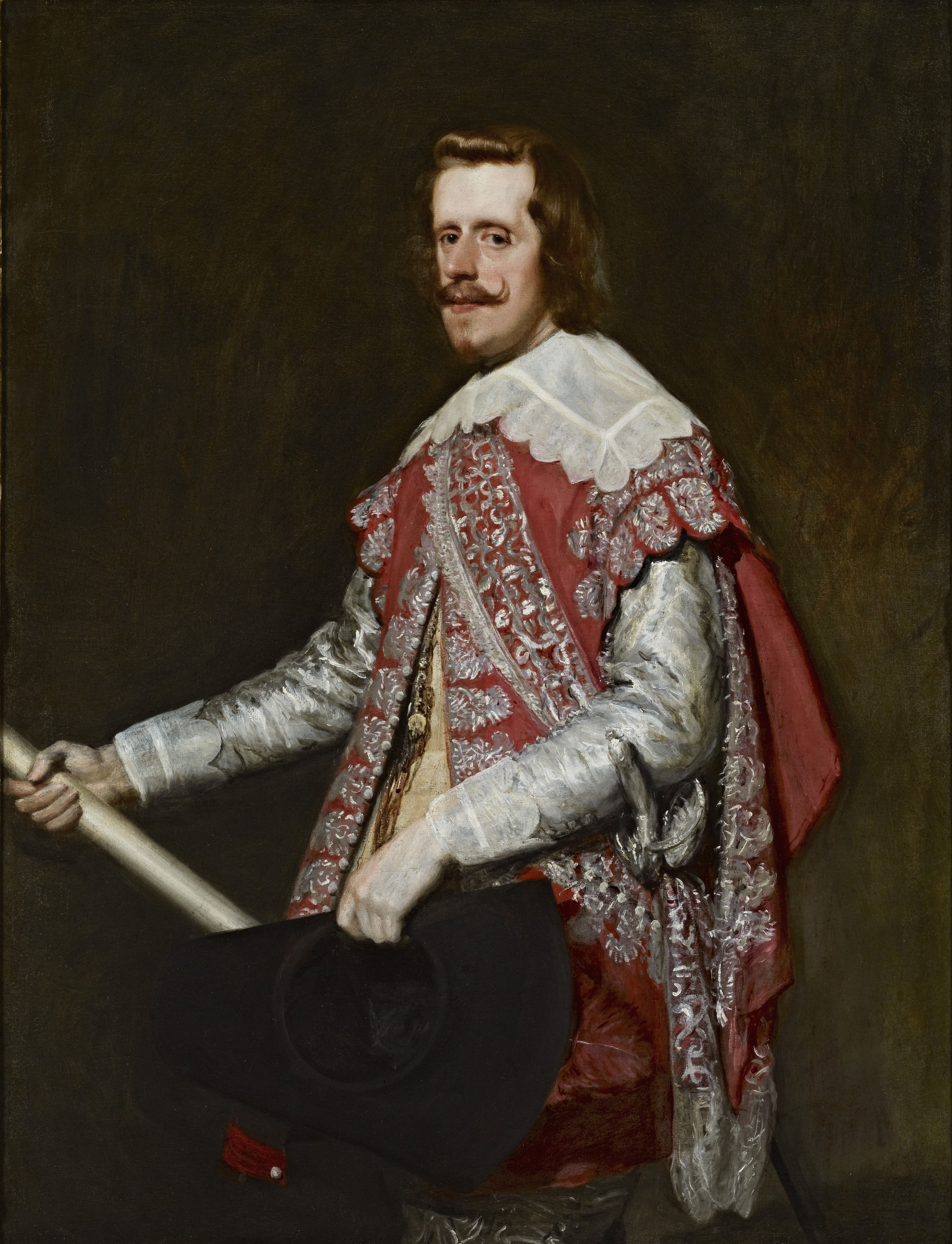
Filip IV. Španělský (* 8. dubna)

- 28. ledna – Marie Elekta od Ježíše, karmelitánská světice († 11. ledna 1663)
- 06. února – Bernardo da Corleone, italský kapucín a světec († 12. ledna 1667)
- 11. března – Şehzade Mehmed, osmanský princ a syn sultána Ahmeda I. († 12. ledna 1621)
- 17. března – Jiří II. Hesensko-Darmstadtský, německý šlechtic a lankrabě († 11. června 1661)
- 08. dubna – Filip IV. Španělský, španělský král († 17. září 1665)
- 18. dubna (pokřtěn) – Giacomo Carissimi, italský hudební skladatel raného baroka († 12. ledna 1674, Řím)
- 07. května – Nikon, pravoslavný duchovní a moskevský patriarcha († 17. srpna 1681)
- 16. května – Kristián z Hartigu, saský šlechtic († 1. května 1677)
- 29. července – Simon Dach, německý barokní básník a spisovatel († 15. dubna 1659)
- 17. září – Francesco Sacrati, italský hudební skladatel († 20. května 1650)
- 15. října – Marie z Montpensier, francouzská šlechtična a orleánská vévodkyně († 4. června 1627)
- 19. října – Thomas Browne, anglický lékař, básník a filozof († 19. října 1682)
- 22. října – Frédéric Maurice de La Tour d'Auvergne, vévoda bouillonský, francouzský generál († 9. srpna 1652)
- 01. listopadu – Jan Karel Habsburský, rakouský arcivévoda, syn císaře Ferdinanda II. († 26. prosince 1619)
- 12. prosince – Hans Christoff Königsmarck, generál švédských vojsk za třicetileté války († 20. února 1663)
- 23. prosince – Tchien-čchi, čínský císař († 30. září 1627)
- neznámé datum
  - patrně – Antonio Bertali, italský hudební skladatel a houslista († 17. dubna 1669)
  - Andrea Bolgi, italský sochař († 1656)
  - Michelangelo Grancini, italský varhaník a skladatel († 14. dubna 1669)
  - Jan Ferdinand Porcia, rakouský státník, šlechtic a politik († 19. února 1665)
  - Jan Kryštof III. z Puchheimu, rakouský šlechtic a císařský polní maršál († 1657)
  - František Vešeléni, vojenský kapitán Horního Uherska, vůdce protihabsburského spiknutí († 27. března 1667)
  - Zachariáš Zarevutius, slovenský varhaník a hudební skladatel († 20. února 1667)
  - Jean de Cambefort, francouzský hudební skladatel († 4. května 1661)
  - Jean-Baptiste Tavernier, francouzský obchodník s drahokamy († 1689)

## Úmrtí
Česko
- 16. května – Adam Havel Popel z Lobkowicz, šlechticv (* 9. října 1557)
- 23. prosince – Václav Krocín starší z Drahobejle, primátor Starého Města pražského (* ? 1532)

Svět

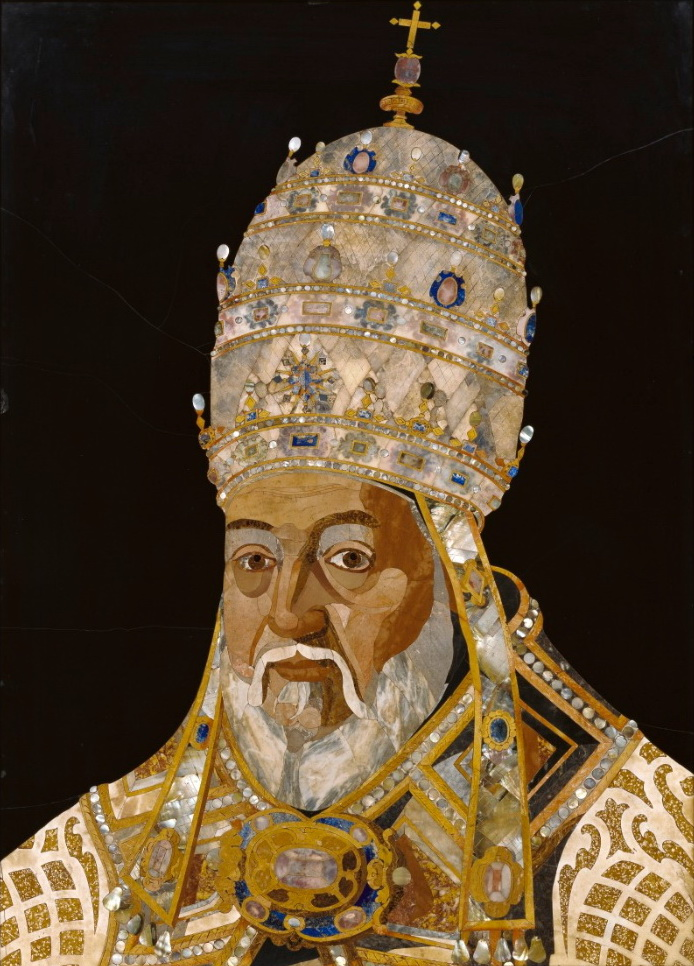
papež Klement VIII. († 3. března)

- 19. února – Orazio Vecchi, italský pozdně renesanční hudební skladatel (* 6. prosince 1550)
- 03. března – Klement VIII., papež (* 1536)
- 23. dubna – Boris Fjodorovič Godunov, ruský car (* 1552)
- 27. dubna – Lev XI., papež (* 2. června 1535)
- 04. května – Ulisse Aldrovandi, italský lékař a přírodovědec (* 11. září 1522)
- 15. května – Ayşe Sultan, osmanská princezna a dcera sultána Murada III. (* 1570)
- 03. června – Jan Zamojski, polský politik a vojevůdce (* 19. března 1542)
- 20. června
  - Marie Skuratovová-Bělská, ruská carevna, manželka Borise Godunova (* 1552)
  - Fjodor II. Borisovič, ruský car (* 1589)
- 13. října – Theodor Beza, francouzský reformační teolog (* 24. června 1519)
- 02. listopadu – Giovanni Stradano, flanderský umělec (* 1523)
- 12. listopadu – Akbar Veliký, indický panovník (* 15. října 1542)
- 26. listopadu – Handan Sultan, manželka osmanského sultána Mehmeda III. a matka sultána Ahmeda I. (* 1574)
- 29. listopadu – Heřman Kryštof Russworm, generál císařských vojsk Rudolfa II. (* 1565)
- 23. prosince – Francis Tresham, člen skupiny anglických katolíků (* asi 1567)
- 25. prosince – John Davis, anglický mořeplavec (* 1550)
- neznámé datum
  - Salomon Gesner, německý teolog (* 1559)
  - Salomon Frencelius, slezský humanista a filozof (* 1561/64)
  - Gregorio Pagani, italský malíř (* 14. července 1559)
  - Tchu Lung, čínský básník, kritik a dramatik (* 1542)

## Hlavy států
- Anglie – Jakub I. Stuart (1603–1625)
- Francie – Jindřich IV. (1589–1610)
- Habsburská monarchie – Rudolf II. (1576–1612)
- Osmanská říše – Ahmed I. (1603–1617)
- Polsko-litevská unie – Zikmund III. Vasa (1587–1632)
- Rusko – Boris Godunov (1598–1605) / Fjodor II. (1605) / Lžidimitrij I. (1605–1606)
- Španělsko – Filip III. (1598–1621)
- Švédsko – Karel IX. (1599–1611)
- Papež – Klement VIII. (1592–1605) / Lev XI. (1605) / Pavel V. (1605–1621)
- Perská říše – Abbás I. Veliký